# 探検
探検（たんけん、探険）とは、未知の地域へ赴いてそこを調べ、何かを探し出したり明らかにする行為のことであり、一般には危険を伴うものとされる。探険の文字を使う場合、危険を冒すという意味合いが強くなる。踏査、検分などが類義語として挙げられる。

## 冒険との違い
使われている漢字から意味を考えると、『冒険』は危険を冒すと書き、『探検』は探り、しらべると書く。冒険は危険な事にチャレンジし克服する事を目的とするが、探検の場合、未知なることを探りしらべる事が目的であり、その過程で危険を伴うことが多いため両者は混同されやすいが『けん』の字が異なるように本来別の意味である。全ての冒険が探検でないように、全ての探検が冒険ではない。しかしながら、これまで行われてきた探検の中には、命を危険にさらすようなものも少なからずあり、古い時代であったり、過酷な環境下ではことさら危険度が高かった。そうした探検は特に「探険」と表記され、探検と区別されたが、現在では同義語として扱われる場合もある。探検と冒険は共に名詞で、日本語では語感が似ているために、混同されているという見方もあるが、両者を意味する単語の語感が似ていないような国でも、欧米（例：英語ではそれぞれ explorationとadventure）ではマスメディアの影響などで混同されることも多い。